# تريم

تعديل مصدري - تعديل

تريم هي مدينة وعاصمة مديرية تريم التابعة لمحافظة حضرموت بالجمهورية اليمنية، يرجع تاريخها إلى القرن الرابع قبل الميلاد، حيث كانت عاصمة حضرموت القديمة ومقر ملوك كندة قبل ظهور الإسلام وتشتهر بكثرة مساجدها حيث يبلغ عدد المساجد نحو 360 مسجد وهو على عدد أيام السنة وكذا تشتهر بالعلم وعلماء الدين، واختيرت المدينة عاصمة الثقافة الإسلامية في عام 2010 م من قبل المنظمة الإسلامية للتربية والعلوم والثقافة (الإيسسكو).
كان لمدينة تريم دور ريادي في الحركة العلمية داخل اليمن وخارجها، وذلك من خلال معاهدها وأربطتها العلمية التي تخرج فيها العلماء من أنحاء العالم المتباعدة، وساهم أهلها بنشر الدين الإسلامي في العالم وخصوصًا جنوب شرق آسيا والهند وشرق أفريقيا، وذلك من خلال هجرتهم وتجارتهم في تلك البلدان؛ لذلك يأتي إليها مواطنون من شرق آسيا ودول أخرى لطلب العلوم الإسلامية في معاهدها مثل: دار المصطفى للدراسات الإسلامية، ورباط تريم، ودار الزهراء للطالبات.

## سبب التسمية
سميت تريم بهذا الاسم حسب ما جاء في كتاب «معجم البلدان» لياقوت الحموي، أن تريم إحدى مدينتي حضرموت. لأن حضرموت اسم للناحية بجملتها ومدينتيها شبام وتريم هما قبيلتان سميت المدينتان باسميهما. وقال مرتضى الزبيدي في كتابه «تاج العروس» أن تريم سميت باسم بانيها «تريم بن حضرموت» ويؤكد المؤرخون العرب أن مدينة تريم كان اختطاطها في القرن الرابع قبل الميلاد، وجاء في «معالم تاريخ الجزيرة العربية» للأستاذ سعيد عوض باوزير أن تريم كان تأسيسها في عهد الحكم السبئي لحضرموت وأنها سميت باسم أحد أولاد سبأ الأصغر أو باسم القبيلة التي من تريم هذا. وهناك رأي آخر يقول أن تريم اختطت في زمن أسعد الكامل من التبابعة الحميريين وهو إنما كان في القرن الرابع الميلادي ويقرب من هذا الاتجاه ما جاء في كتاب «شرح الصدور» للسيد علي بن عبد الرحمن المشهور من أن حصن الرناد بُني قبل البعثة النبوية بأربعمئة عام.

## التاريخ

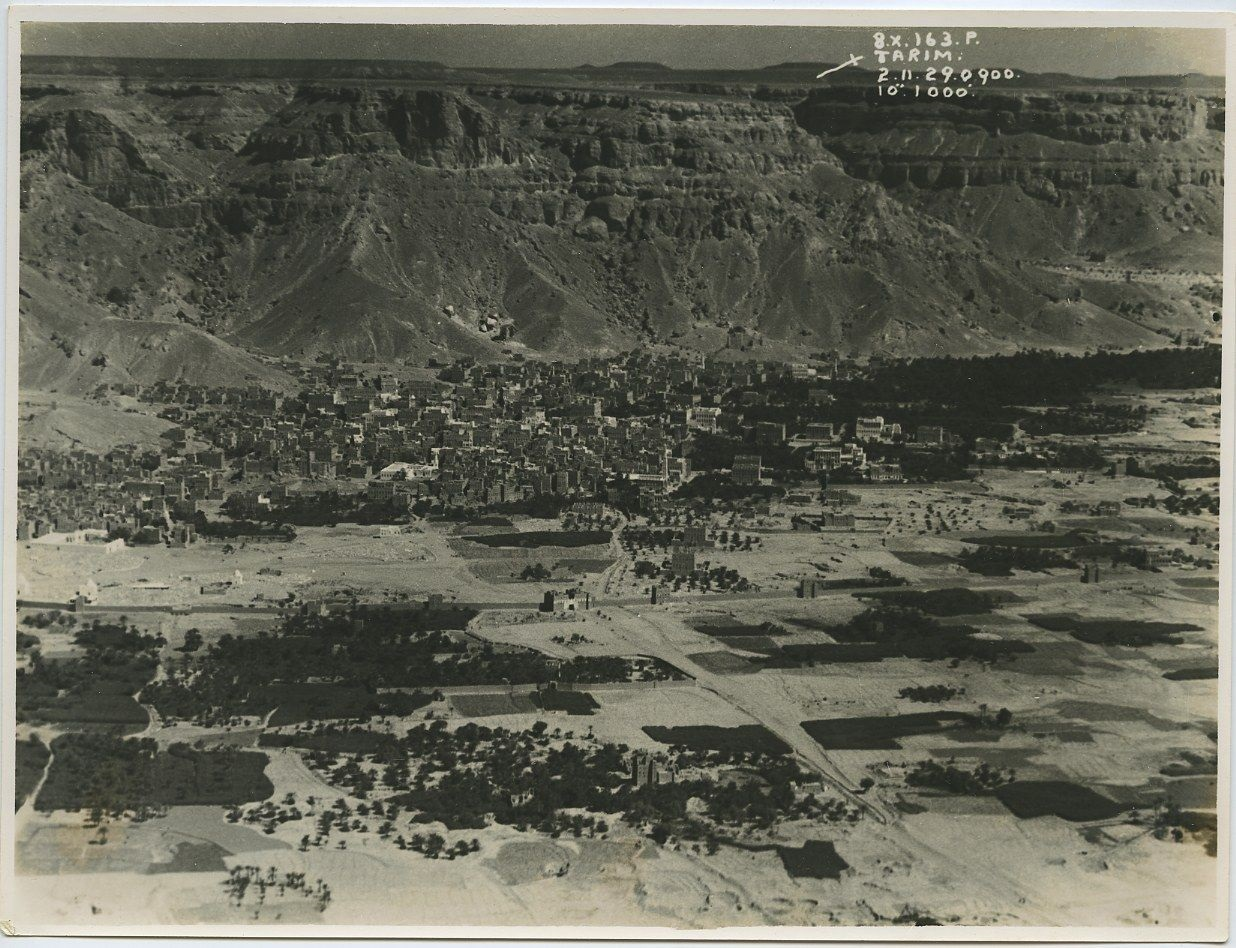
صورة لتريم حوالي 1929

مدينة تريم القديمة كانت تتكون من حارتين هي الخليف والأزرة متصلتان بحصن الرناد والسوق النجدية الواقعة حول الحصن، وكانت تلك المدينة محاطة بسور منيع تم هدمه وبنائه عام 913 هـ وقد زود بثلاث بوابات: بوابة سدة يادين في الجنوب والثانية في الجنوب والثالثة من جهة الشمال.
كما تعتبر مدينة تريم القديمة أثرًا تاريخي وكذا الحصون والقلاع المرتبطة بسور المدينة أو خارجها، حيث تشتهر مدينة تريم بقصورها الطينية الرائعة ذات الزخارف والنقوش، كما تشتهر مدينة تريم بكثرة مساجدها، وقد شُيدت جميع المساجد وخصوصاً القديمة منها على نمط مسجد الرسول والمتكون من بيت الصلاة الذي ينقسم إلى قسمين مغلق ومفتوح وصحن وحمامات. وقد تم إحصاء المساجد المندثرة بتريم بـ 14 مسجدًا تقريبا.
وقد ساد النظام العشائري في مديرية تريم في العهد القبلي ونُظِّمت العلاقات والحقوق والواجبات وفقًا للأعراف القبلية أو المدنية وللعادات والتقاليد وظلت الأحكام الشرعية والإسلامية الملاذ الأخير للناس خاصة في المدن، وسياسيًا ارتبطت تريم بولاة اليمن في صنعاء ثم بالدول المستقلة في حضرموت كدولة آل راشد و دولة آل يماني ودولة آل كثير حيث لعبت مدينة تريم دوراً سياسياً وإدارياً مهماً كعاصمة أو كمعقل للسادة العلويين الحضارم المهيمنين اقتصادياً وفكرياً على السلطنة الكثيرية. وفي ذلك العهد الكثيري انفصلت مدينة تريم عن بقية أجزاء المديرية التي تحكم من قبل السلطنة القعيطية بما فيها بعض أحياء المدينة خارج سورها كدمون مثلاً. وبفضل الاستقرار السياسي وتحقيق الأمن بعد القضاء على الحكم العشائري، أخذت الإدارة تتحدث وتتطور فظهرت مكاتب القضاء وإدارة الحكم والبلدية .. إلخ. وفي بداية عهد الاستقلال 1967 م توحدت حضرموت في محافظة واحدة بعد سقوط السلطنات وقسمت المحافظة إلى وحدات إدارية هي المديريات يدير كلاً منها ما يسمى (المأمور) وقسمت كل مديرية إلى مراكز يديرها مساعد مأمور ومنها مركز تريم وبعد الوحدة اليمنية المحققة في مايو 1990 م تطور مركز تريم إلى مديرية يديرها مدير عام معين .
وبانتخاب المجالس المحلية في فبراير 2001 م تولى إدارة المديرية المجلس المحلي برئاسة مدير عام المديرية (رئيس المجلس) وبهذا التطور الجديد في الإدارة والسلطة أخذ يتجه النظام الإداري في المديرية نحو اللامركزية بترسيخ الحكم المحلي تخطيطاً وإدارة وتنظيماً.

## الجغرافيا
تقع مديرية تريم في الجزء الشرقي لمحافظة حضرموت وهي أقرب إلى منطقة وسط وادي حضرموت حيث يحدها من الشمال مديرية قف العوامر ومن الجنوب مديريتا ساه وغيل بن يمين ومن الغرب مديرية سيئون ومن الشرق مديرية السوم وبلدة قسم، وبمساحة إجمالية تقدر بـ 2894 كم2.
وتتميز المديرية بسطح سهلي منبسط تحيط به سلاسل جبلية من الجهتين الشمالية والجنوبية. وتقع على سطح المديرية عدد من الأودية التي تنحدر من الهضبتين أهمها وادي عدم الذي ينحدر من الهضبة الجنوبية ووادي ثبي ووادي الخون اللذان ينحدران من الهضبة الشمالية. وتصب كل هذه الأودية في المجرى العام في سهل المديرية المسمى بوادي حضرموت حيث التجمعات السكانية والأراضي الزراعية والمعالم الأثرية والدينية.
تقع تريم إلى شرق سيئون وتبعد عنها بمسافة 34 كم وتقع على خط عرض 16 درجة ودقيقتين و57 ثانية شمال خط الاستواء وعلى خط طول 48 درجة و58 دقيقة و32 ثانية شرق خط جرينتش.
وبإطلالة سريعة على تطور مديرية تريم مع مرور الزمن تتأكد حقيقة جغرافية، وهي أن هذه المديرية واحة خضراء في أخدود تخترقه وديان تسيل منها السيول الموسمية وتحف بها أشجار النخيل. وتضيق سهله المنبسط جبال هضبتين إحداهما جنوبية تحجب عنه رطوبة البحر والثانية شمالية أقل ارتفاعاً تفسح لتأثير رياح الربع الخالي الحارة والجافة.

## السكان
بلغ عدد السكان في عام 2004 م ما يقدر بـ 105.552 نسمة وبكثافة سكانية تقدر بنحو 36 نسمة/كم2. ويتجمع أغلب السكان (67%) في عاصمة المديرية مدينة تريم.
وقد اعتنق أهالي تريم الإسلام عندما عاد وفد حضرموت من عند محمد بالمدينة المنورة في السنة العاشرة من الهجرة وأرسل الرسول أول عامل على حضرموت من قبله وهو زياد بن لبيد البياضي الأنصاري، وعندما جاءه كتاب الخليفة الأول أبي بكر الصديق قرأه على أهل تريم فبايعوا لأبي بكر الصديق وارتد نفر من كندة فقاتلتهم جيوش المسلمين وكان لأهل تريم ممن ثبتوا على إسلامهم دور في قتال المرتدين إذ كانت المعركة الفاصلة التي انتصر فيها جيش المسلمين بحصن النجير الواقع شرقي تريم بحوالي 30 كم وجرح في هذه المعركة عدد من الصحابة فجاءوا إلى تريم للتداوي بها فماتت جماعة منهم ودفنوا بمقبرة زنبل. ويقال إن أبا بكر الصديق دعا لها بثلاث دعوات: «أن يكثر بها الصالحون، وأن يبارك الله فيما بها، وأن لا تطفأ بها نار إلى يوم القيامة». ومعناه: أن لا تزال عامرة إلى يوم القيامة. وذلك حين بلغه أن أهلها لم يرتدوا كغيرهم من العرب الذين ارتدوا بعد موت رسول الله، ولذا قيل لها مدينة أبي بكر الصديق.
وتعد مدينة تريم عاصمة وادي حضرموت الدينية ومركز إشعاع ديني منذ ظهور الإسلام، وبدأت الرحلات لنشر الدين الإسلامي من هذه الأراضي في نهاية القرن الخامس وبداية القرن السادس هجري، حيث هاجر مجموعة منهم إلى الهند وإندونيسيا وسنغافورا والفلبين لذلك الغرض. وكان طلاب العلم يتوافدون من المناطق اليمنية والدول المجاورة والشرق الأقصى وشرق أفريقيا حيث ساعد على ذلك كثرة علمائها وزواياها العامرة بالتدريس.

## معالم المدينة

### المساجد
اشتهرت المدينة بكثرة مساجدها حتى إن بعضهم يعدها 360 مسجدًا، خاصة إذا عرفنا أن المسجد الواحد، وإن كان ذلك نادرًا، يضم عددًا من المساجد، وأغلب هذه المساجد قديم وأثري وهنا نذكر بعضها:
- مسجد الوعل: ينسب إلى الشيخ علي بن محمد الخطيب المتوفى سنة 641 هـ، وقد ألحق مسجده هذا بما قبله، وهو الذي ابتناه سنة 43 هـ التابعي أحمد بن عباد بن بشر الأنصاري، وهو أقدم مسجد بتريم.
- مسجد الجامع: يعود تأسيسه إلى ما بين سنة 375 - 402 هـ، وقد أنشأه الحسين بن سلامة، أحد حكام اليمن، ثم أقيمت عمارة جديدة للجامع سنة 581 هـ، أما العمارة الثالثة فقد كانت في نحو 800 هـ، والعمارة الرابعة للجامع كانت بعد 900 هـ، والعمارة الخامسة والأخيرة وهي الموجودة حاليًا يرجع تاريخها إلى سنة 1392 هـ.
- مسجد القوم: كان يطلق عليه مسجد بني أحمد، وحاليًا يطلق عليه مسجد بني علوي، وقد ابتناه قبل 900 سنة علي بن علوي الملقب بخالع قسم المتوفى سنة 527 هـ.
- مسجد السقاف: مسجد أثري قديم أسسه عبد الرحمن السقاف المتوفى سنة 819 هـ، وهو أول من ابتكر البرك المائية بمكان الوضوء في المساجد بحضرموت.
- مسجد المحضار: يعتبر من أبرز معالم مدينة تريم، والذي ابتناه عمر المحضار سنة 823 هـ، وصمّم مئذنته الشاعر أبو بكر بن شهاب المتوفى سنة 1341 هـ والتي يبلغ ارتفاعها أكثر من خمسين مترا، وتعتبر هذه المنارة من أشهر المعالم الإسلامية والمعمارية البارزة على مستوى المنطقة، كونها مبنية من الطين وبأسلوب هندسي فريد جعلها تصمد أمام العوامل الجغرافية لأكثر من 85 عاما حتى الآن، وهي أطول مئذنة طينية في العالم.
- مسجد العيدروس: بناه عبد الله العيدروس المتوفى سنة 865 هـ.
- مسجد الشيخ علي: جددت عمارته سنة 913 هـ، وهو منسوب إلى الشيخ علي بن أبي بكر السكران.
- مسجد شجعنة بن راشد: بُني سنة 551 هـ، وجدده الشيخ رضوان بافضل سنة 918 هـ، ويسمى مسجد فضل بامقاصير.
- مسجد باجرش: جدده الشيخ عمر بامصباح سنة 910 هـ.
- مسجد الفتح: بناه عبد الله بن علوي بن محمد الحداد المتوفى سنة 1132 هـ.
- مسجد الزهرة: بناه عبد الرحمن بن عبد الله بلفقيه المتوفى سنة 1162 هـ.

### الزوايا والكتاتيب
وهي التي أخذت على عاتقها تعليم القرآن والقراءة والكتابة ومبادئ العلوم لصغار التلاميذ، فمن أشهر الزوايا بمدينة تريم:
- زاوية عبد الله بن أبي بكر العيدروس، وزاوية حسين بن عبد الله العيدروس بمسجد باشعبان، وزاوية حسين بن عبد الله بلحاج، وتسمى اليوم بمسجد شكرة، وزاوية سالم بافضل، وهي أقدم زوايا ومدارس تريم، وزاوية سعد بن محمد بن أبي عبيد، وزاوية باحرمي، وزاوية دار القراءة بالسحيل، وزاوية علي بن أبي بكر السكران، وزاوية قبة آل عبد الله بن شيخ، وزاوية مسجد الأوّابين، وزاوية مسجد السقاف، وزاوية مسجد سرجيس، وزاوية مسجد نُفيع.

أما الكتاتيب، فمن أشهرها:
- معلامة أبي مُرَيِّم: أسسها محمد بن عمر باعلوي (المتوفى 822 هـ) الذي حفظ على يديه ما يزيد عن ثلاثمئة صبي القرآن الكريم، وكان يأمر كل صبي بعد ختمه لحفظ القرآن كاملًا أن يحفظ ربع العبادات من كتاب «التنبيه» للشيرازي.
- معلامة أبي رشيد: نسبة إلى مؤسسها أحمد بن محمد بن بارشيد، وهي ملاصقة لمسجده؛ ولتولي المشايخ آل باحرمي التدريس بها عرفت فيما بعد بمعلامة آل باحرمي.
- معلامة باغريب: وقد تولى التدريس فيها المشايخ من آل باغريب، ومن أشهرهم عمر بن عبد الله باغريب (المتوفى 1205 هـ)، وقد عَمَّر هذا الشيخ إلى نحو مئة سنة، وعلم القرآن بمدينة تريم سنوات طويلة.

### الأربطة والمعاهد والمدارس
- رباط تريم العلمي: ويعرف بأزهر حضرموت أُسِّس عام 1304 هـ.
- دار المصطفى للدراسات الإسلامية: أسسها عمر بن محمد بن حفيظ سنة 1414 هـ، والتي أصبحت معلمًا وصرحًا علميًا بارزًا في تريم.[5]
- دار الزهراء للدراسات الإسلامية: أسست كفرع لدار المصطفى للدراسات الإسلامية، وهي خاصة بالطالبات.
- مدرسة دار الفقيه للبنات: بُنيت هذه المدرسة في العقد الرابع من القرن الهجري.
- دار الكتاب والسنة: أسسها عبد الرحمن بن عبد الله المشهور سنة 2007 م.
- رباط إبراهيم بن يحيى بافضل (المتوفى 684 هـ).
- كلية الشريعة والقانون بجامعة الأحقاف 1415 هـ/ 1995 م.
- مدارس جمعية نشر الفضائل 1337 هـ/ 1918 م.
- المدرسة الابتدائية للبنات 1386 هـ/ 1966 م.
- مدرسة البنات (جمعية الأخوة) 1357 هـ/ 1938 م.
- مدرسة الحق 1334 هـ/ 1915 م.
- مدرسة العيدروس لتعليم القراءات 1425 هـ/ 2005 م.
- المدرسة الوسطى 1381 هـ/1961 م.
- مدرسة جمعية الأخوة والمعاونة 1352 هـ/ 1932 م.
- المعهد الفقهي 1377 هـ/ 1957 م.

### الجمعيات
- جمعية الأخوة والمعاونة: أسست عام 1350 هـ/ 1931 م.
- جمعية الحق: أسست عام 1333 هـ/ 1915 م.
- جمعية العمال: تكونت فـي بداية الستينيات من القرن العشرين الميلادية.
- جمعية نشر الفضائل: أسست عام 1338 هـ/ 1919 م.

### الصحف والمجلات
- الإخاء: أصدرتها جمعية الأخوة والمعاونة عام 1357 هـ/ 1938 م.
- التلميذ: أصدرها نادي مكتب الطلبة بتريم عام 1365 هـ/ 1946 م.
- الحَلَبَة: أسسها موسى الكاظم بن يحيى وعلي عقيل في المسيلة عام 1357 هـ/ 1938 م.
- السَّيْل: أصدرها محمد بن عقيل بن يحيى عام 1329 هـ/ 1911 م.
- عُكاظ: أصدرها عبد الله بن أحمد بن يحيى عام 1358 هـ/ 1939 م.
- الكفاح: أصدرها محمد بن أحمد بلفقيه وعبد القادر بن عبد الله الكاف عام 1367 هـ/ 1948 م.

### المكتبات
وتتألف هذه المكتبات من أربع مجموعات؛ مجموعة من المكتبات الخاصة التي يُشرف عليها الأهالي وأبناء العلماء، وجمعت بين كتب ومؤلفات الحضارمة ومؤلفات غيرهم من علماء العالم، منها:
- مكتبة مقام الإمام عبد الله باعلوي، ومكتبة محمد بن سالم السري، وجزئت إلى ثلاثة أجزاء بين أبنائه، ومكتبة عبد الرحمن بن محمد المشهور، ومكتبة عبد الله بن عمر الشاطري، ومكتبة محمد بن سالم بن حفيظ، ومكتبة رباط تريم، ومكتبة سالم بن سعيد بكيّر باغيثان، ومكتبة علي بن محمد باعبود، ومكتبة هود بن أحمد بن سميط، ومكتبة عبد الرحمن بن محمد عرفان بارجاء، ومكتبة عبد القادر بن أبي بكر بلفقيه، ومكتبة علي بن حسن بن زين بلفقيه، ومكتبة الأحقاف للمخطوطات.

ومن أهم المكتبات الثرية بالمخطوطات العامة التي يرتادها الباحث في مدينة تريم:
- مكتبة الأحقاف للمخطوطات: أسست عام 1972 م، وتضم ما يربو على خمسة آلاف مخطوط، وهي مخطوطات نادرة جدًا ذات قيمة علمية كبيرة، حيث تصنّف ضمن أكبر المكتبات في اليمن التي تهتم بذلك.

ومن المكتبات الخاصة بالكتب المطبوعة بمدينة تريم:
- مكتبة الأحقاف للمطبوعات: وهي مكتبة تحفل بالعديد من المؤلفات المطبوعة القديمة التي يزيد عمرها عن المئة عام وأصبحت ذات قيمة تاريخية وعلمية هامة، وكذا المجلات والصحف التي صدرت في القرن الماضي، وقد أسست هذه المكتبة في بداية الأمر عام 1972 م من مجموعة المكتبات الأهلية التي أسست منها مكتبة الأحقاف للمخطوطات، إلا أنها انفصلت عام 1977 م، لتبرز كمكتبة خاصة بالمطبوعات فقط.
- مكتبة مسجد خرد: أسسها عبد القادر بن سالم خرد سنة 1418 هـ، واعتنى بتوفير قائمة كبيرة من الكتب العلمية الشرعية والفكرية والثقافية، وكذا بعض المصورات لبعض المؤلفات القديمة، كما يوجد فيها مجموعة من المجلات والحوليات العلمية، كما توفر خدمة بحث إليكترونية من المكتب الملحق بها.
- مكتبة مسجد الحدَّاد (الفتح): أسست هذه المكتبة سنة 1419 هـ بعد إعادة بناء المسجد على يد عيسى بن عبد القادر الحداد، وكانت النواة الأولى لها محتويات مكتبة علي بن عيسى الحداد التي جُلبت من سنغافورة حيث أهدى ورثته مكتبة والدهم لتأسيس هذه المكتبة.
- مكتبة دار المصطفى للدراسات الإسلامية.
- مكتبة مركز النور للدراسات والأبحاث.
- مكتبة كلية الشريعة.

مكتبات بيع الكتب، وأشهرها:
- مكتبة تريم الحديثة.
- مكتبة تريم حضرموت.
- مكتبة دار الفقيه.
- مكتبة دار العلم والدعوة.
- المكتبة الحضرمية(مركز تريم للدراسات والنشر).

### القصور
وهي قصور قديمة فارهة ذات طراز معماري جميل تنسب لملوك وأمراء وحكام وأثرياء من حضرموت معظمها لعائلات آل الكاف حيث كانت عائلات ثرية، ومن ضمن تلك القصور:
- قصر القبة
- قصر تريم
- قصر الرناد
- قصر عشة
- قصر المنيصورة

## وصلات خارجية
- الجزيرة نت - تريم عاصمة للثقافة الإسلامية.
- تريم عطرُ الحَضَارمة استطلاع مصور من مجلة العربي.